# 索里亞·莫里亞城堡
索里亞·莫里亞城堡（挪威語：Soria Moria slott）是一個由彼得·克利斯登·亞柏容森和容根·莫伊收錄於《挪威民話集》的童話，後被安德魯·朗格將此故事收錄於1890年出版的童話合集《The Red Fairy Book》。

## 概要

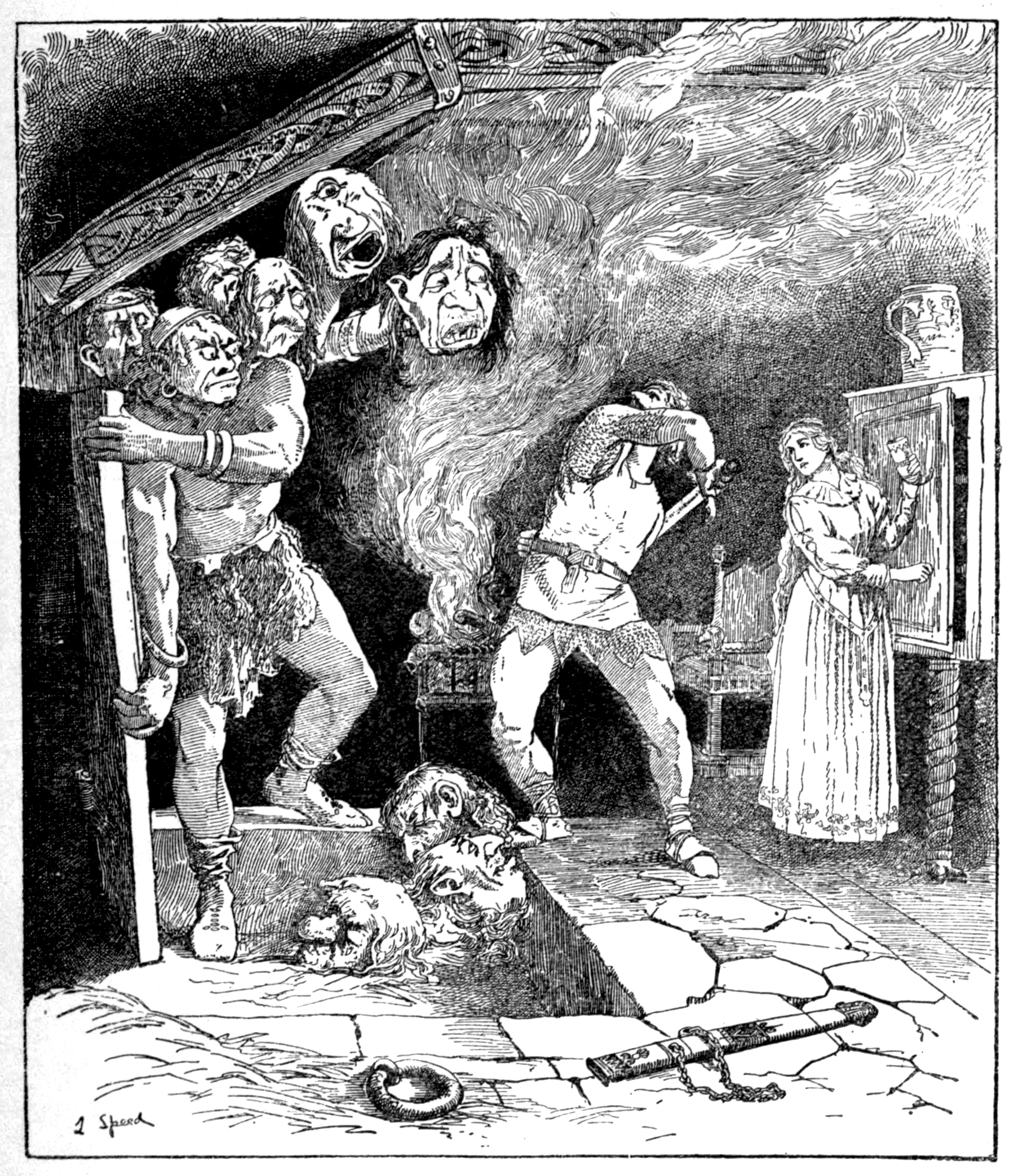
由蘭斯洛特·斯皮德創作的插圖，收錄於《The Red Fairy Book》

一對貧窮的夫妻有一個名叫哈爾沃（Halvor）的兒子，哈爾沃像灰燼小子一樣，除了坐在灰燼旁摸索外，並沒有任何事情可做。某天，一位船長問哈爾沃是否想出海，他答應前往，但不久一場暴風把他們吹到陌生的海岸上。哈爾沃下船後走着路並尋找到一座城堡。當他到達那裡時，一位公主警告他：「城堡內住着一個三頭洞穴巨人並會吃掉你。」哈爾沃聽後拒絕離開，他後來得到公主的照顧，並被公主要求嘗試揮劍。哈爾沃揮劍失敗後，公主建議他從燒瓶喝一口飲料，結果他揮劍成功，並在洞穴巨人回家時殺死它。在公主的告知下，哈爾沃後來成功營救她兩個分別被六頭巨人和九頭巨人俘虜，同為公主的姐妹。
她們提出哈爾沃可在三人當中選擇一位成為他的妻子，而他選擇了最小的公主，但他想念父母，也想告訴他們現在發生的事情。公主給了他一枚戒指並祝他能在那裡回來，但警告他不要給提及她們。哈爾沃回家後，他的父母花了很長時間才認出眼前的大爺為他們的兒子，但也對他感到高興。一個曾經嘲笑他的年輕女人也在認出他後感到不安，令哈爾沃希望公主能出現並向曾經嘲笑他的人展示他們的愚蠢。在她們三人離開前，小公主勸說哈爾沃躺下睡覺，並在他的手指戴上戒指，她拿起許願戒指並祝願她們能回到索里亞·莫里亞城堡。
哈爾沃醒來後購買一匹馬後出發去尋找她們，並找到一座有一對老夫妻居住的小屋，當中那位老太太的鼻子長度足以用來燒火。他問那對老夫妻是否知道通往城堡的路，但即使問過月亮後他倆也不知道，但老太太透過交易給他一雙靴子，並使他的馬能前行二十英里，以及要求他等待西風。哈爾沃從西風得知城堡的路線，並知道那裡將舉行婚禮。哈爾沃後與西風前往城堡，他把小公主給他的戒指放進杯子裡，並帶給公主。小公主意識到這一點後，決定嫁給哈爾沃而並非新的新郎。

## 評論
對於挪威人而言，索里亞·莫里亞城堡可能是最著名的民間傳說之一。尋找索里亞·莫里亞城堡的過程可能被認為是一種進步，是完美幸福的象徵。根據傳說，通往城堡的路徑沒有明確標出；作為一段單一的旅程，亦因為所有人都不一樣，而無法以相同方式達到目標。索里亞·莫里亞城堡包含現實主義和民間幽默的獨特含義，並成為大多數挪威民間故事的特徵。這些民間故事表達許多慣常價值觀、概念和特徵。其中一個故事所表達的，最普遍的價值觀是一個普通人超越其出生環境並取得成功的想法。
索里亞·莫里亞城堡繼續吸引著挪威人的想像。在1900年，蒂奧多·吉特爾森畫出著名的畫作《遙遠的索里亞·莫里亞城堡像金一樣閃閃發光》，並收錄於同樣由吉特爾森出版的書《索里亞·莫里亞城堡—灰燼小子的冒險》（SORIA MORIA CASTLE -THE ADVENTURES OF THE ASH LAD）；後來成為奧萊·愛德華·羅爾瓦格於1933年出版的小說《The Boat of Longing》中的一首詩。
在近代，挪威歌手西絲兒在1989年的發行的專輯《索里亞·莫里亞》以及同名歌曲則是以這個傳說命名。 2005年，挪威政府在位於奧斯陸的索里亞·莫里亞酒店進行索里亞·莫里亞宣言的協商，該宣言成為時任首相延斯·史托騰伯格的第一次和第二次內閣的基礎。音樂家菲爾·埃爾維魯姆在2017年以Mount Eerie的身份發行的專輯《A Crow Looked at Me》中提到畫作《遙遠的索里亞·莫里亞城堡像金一樣閃閃發光》，並以此寓意逃避悲傷是似乎不可逆轉的道路。

### 名稱意義
索里亞·莫里亞的確切含義尚不清楚，但可能與《創世記》中山脈的名字莫里亞（Moriah）有關。按照創世記的記載，這是亞伯拉罕差點犧牲以撒的地方。J·R·R·托爾金承認，這個名字是他命名摩瑞亞背後的原因。

## 相關插畫

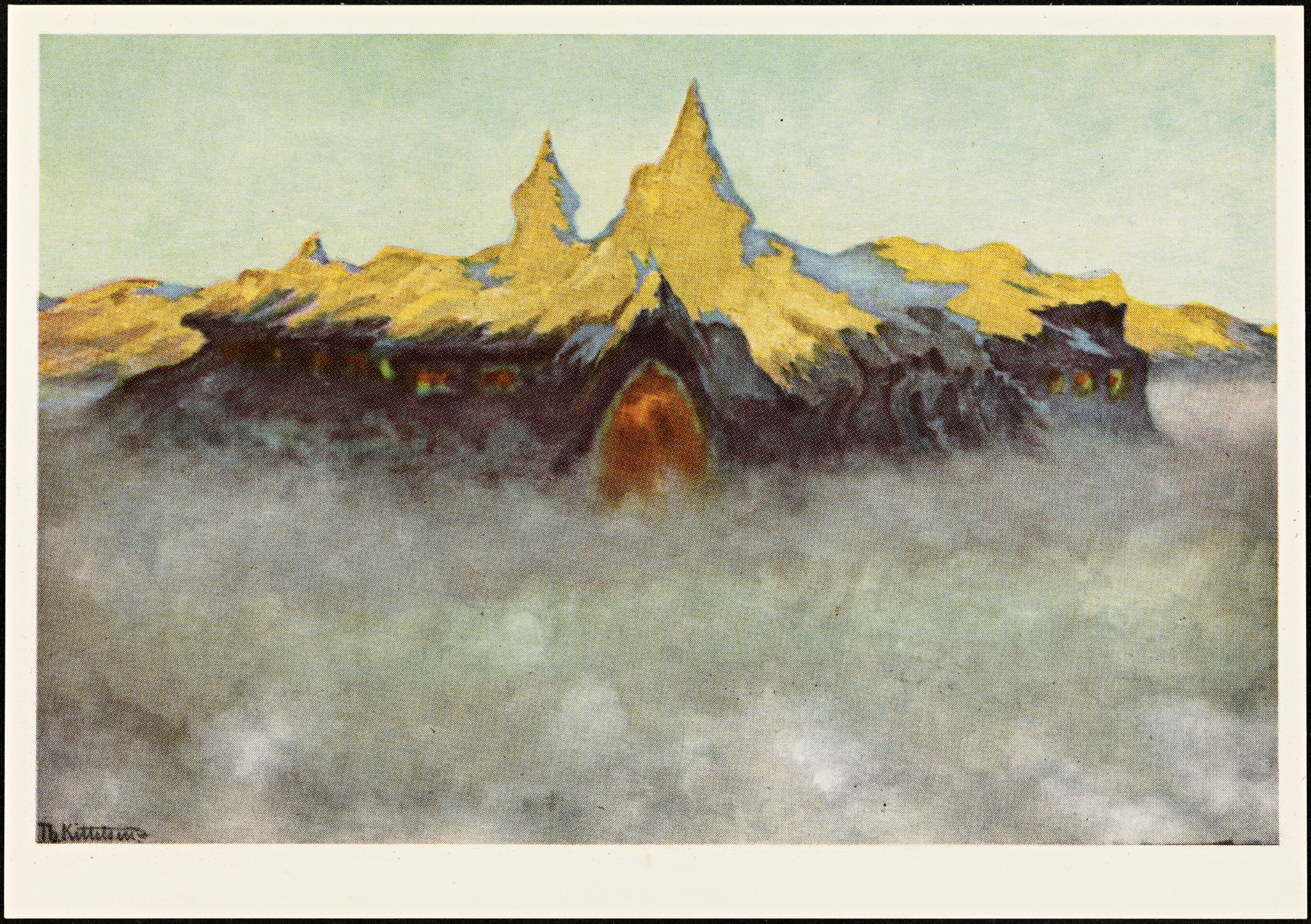
《這是索里亞·莫里亞城堡》
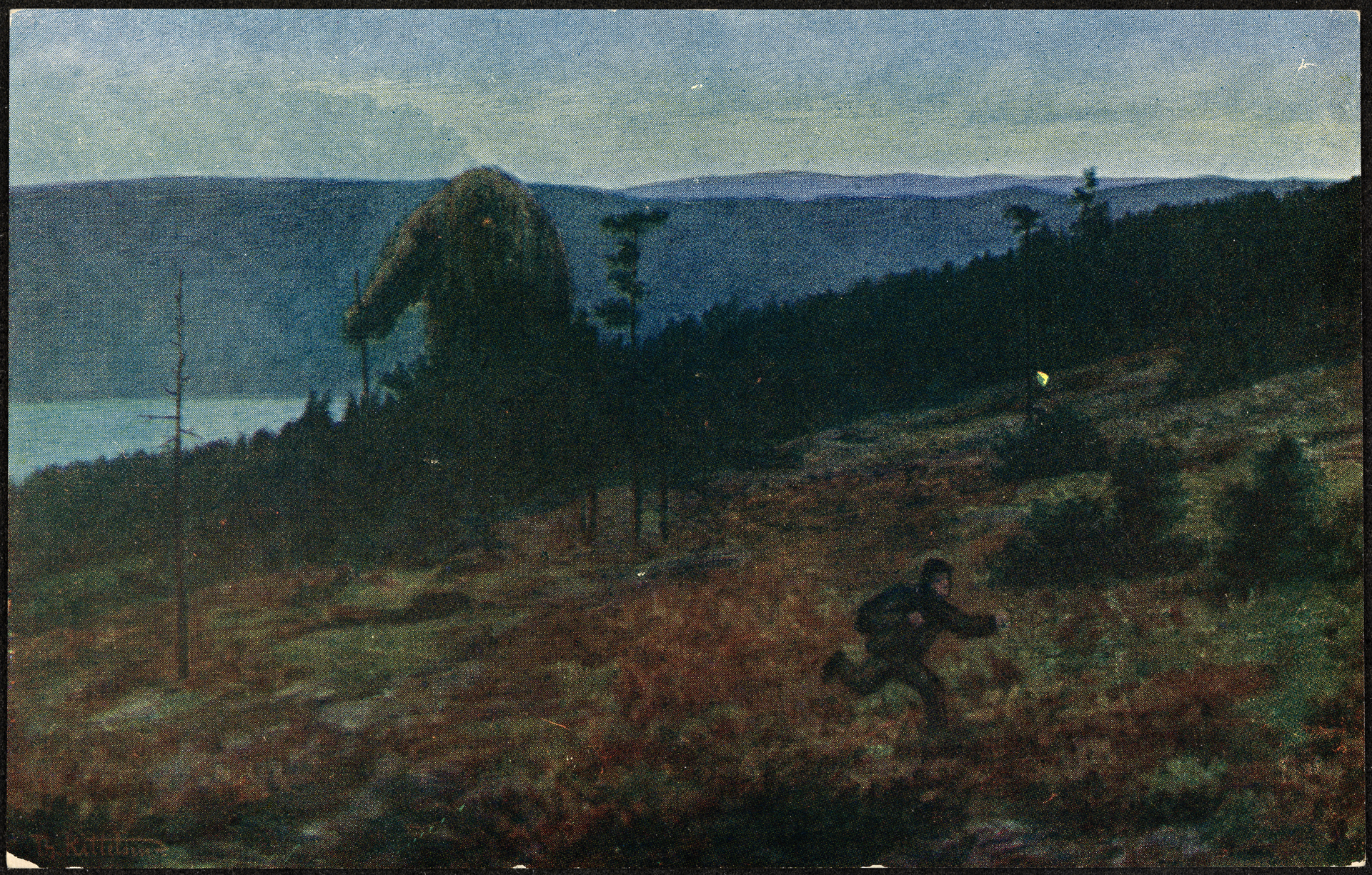
《灰燼小子與巨人》
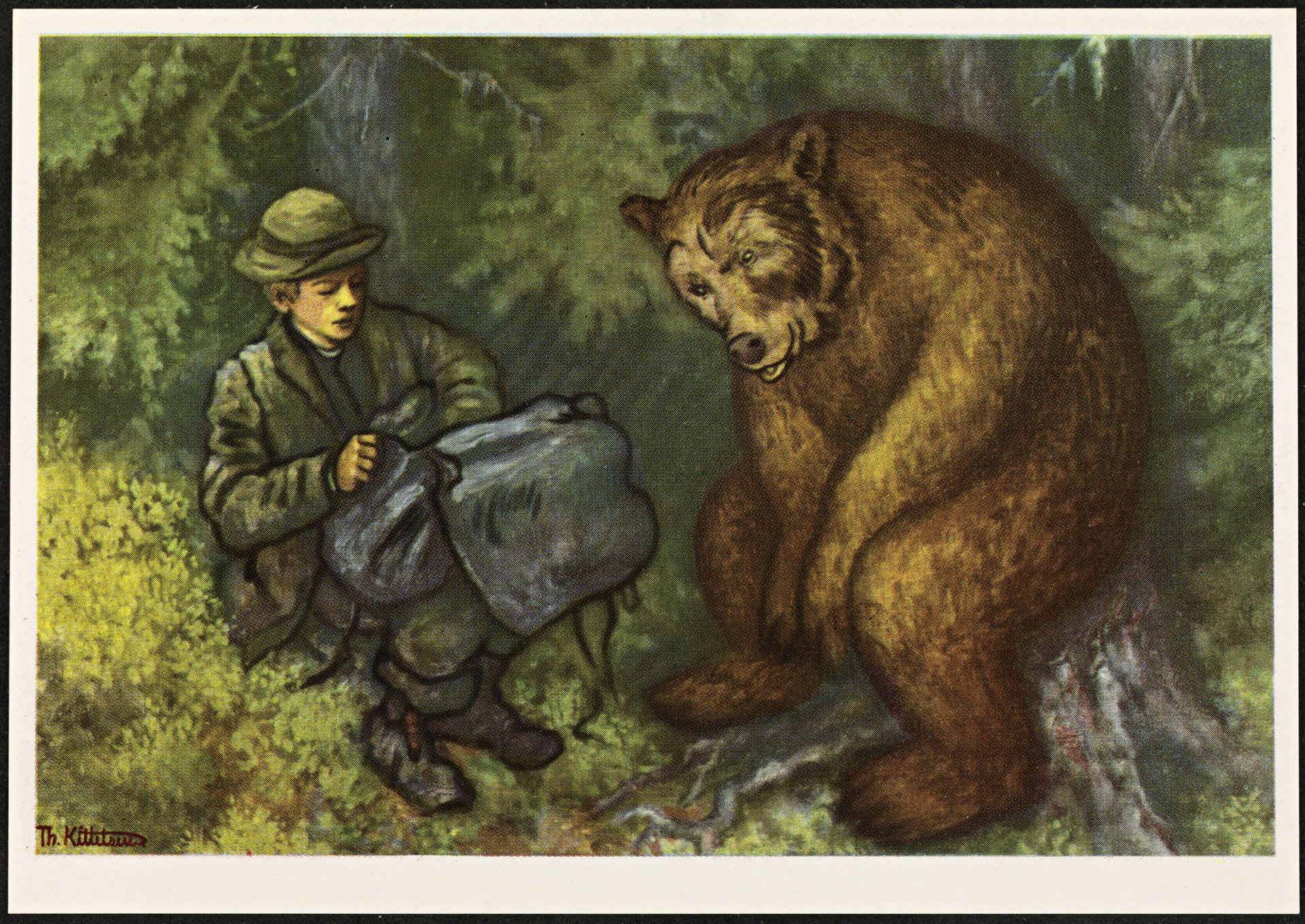
《灰燼小子的探險》
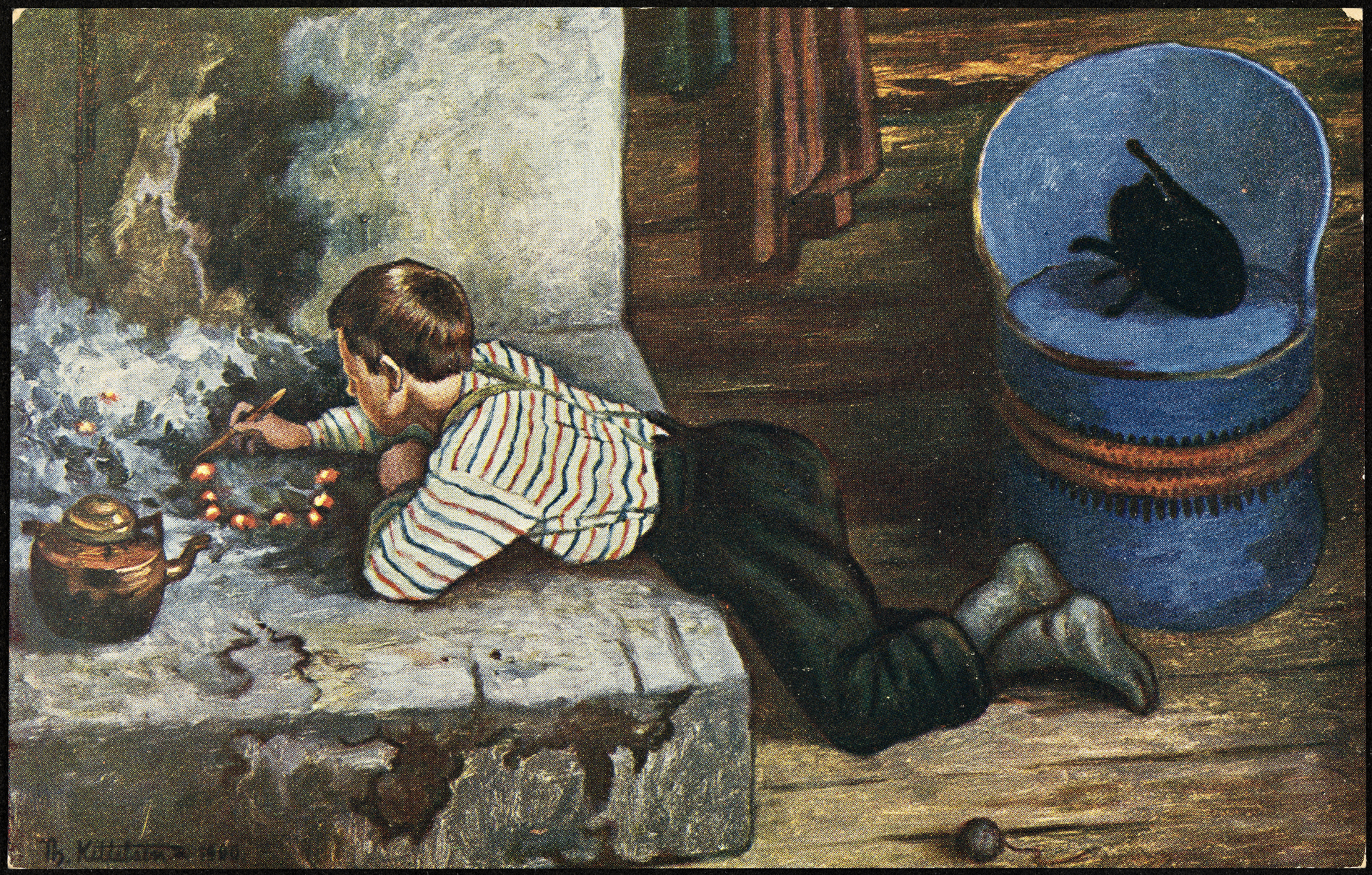
《他除了坐在灰燼旁摸索外，並沒有任何事情可做》
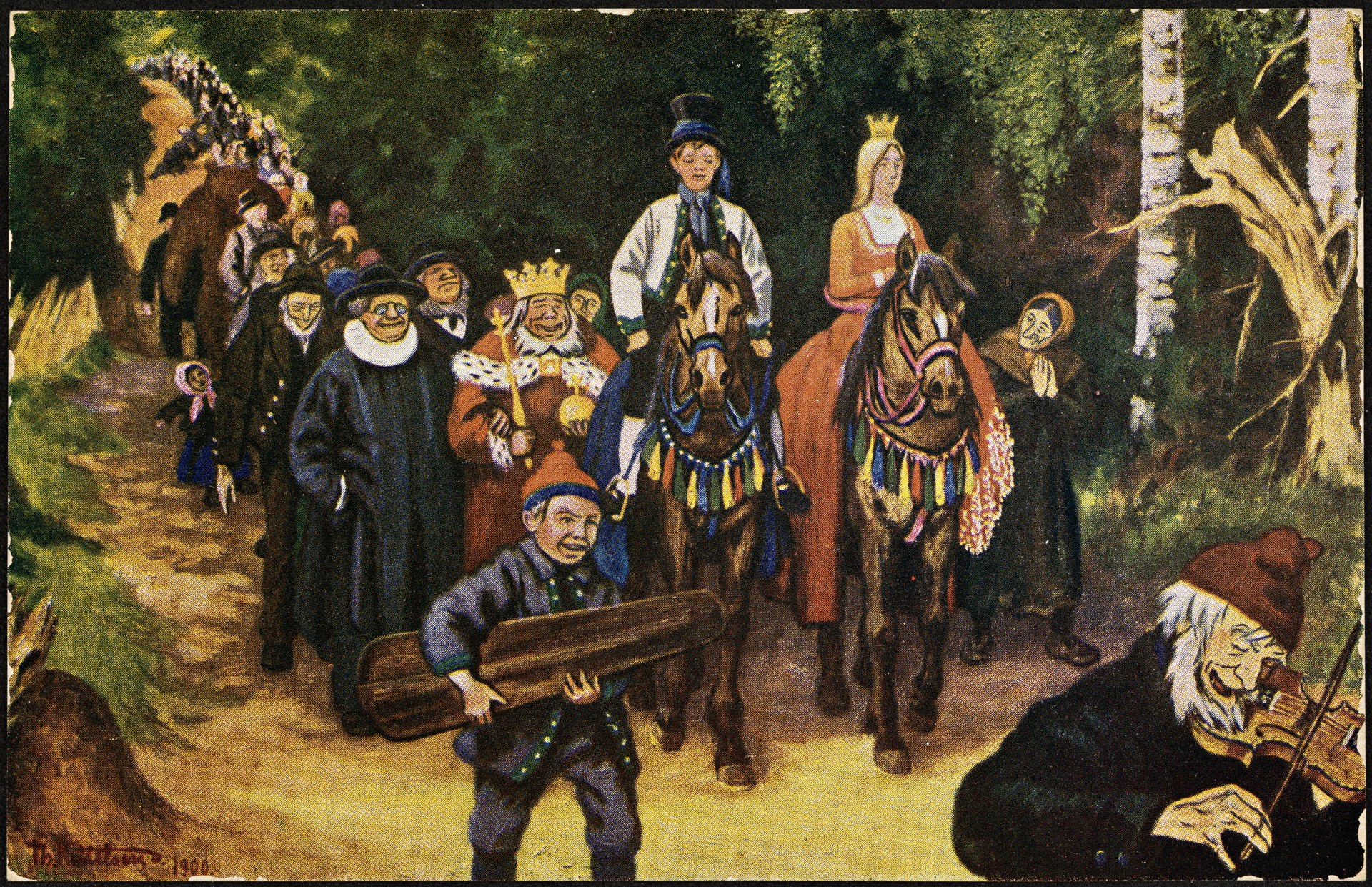
《灰燼小子得到公主和一半的王國》
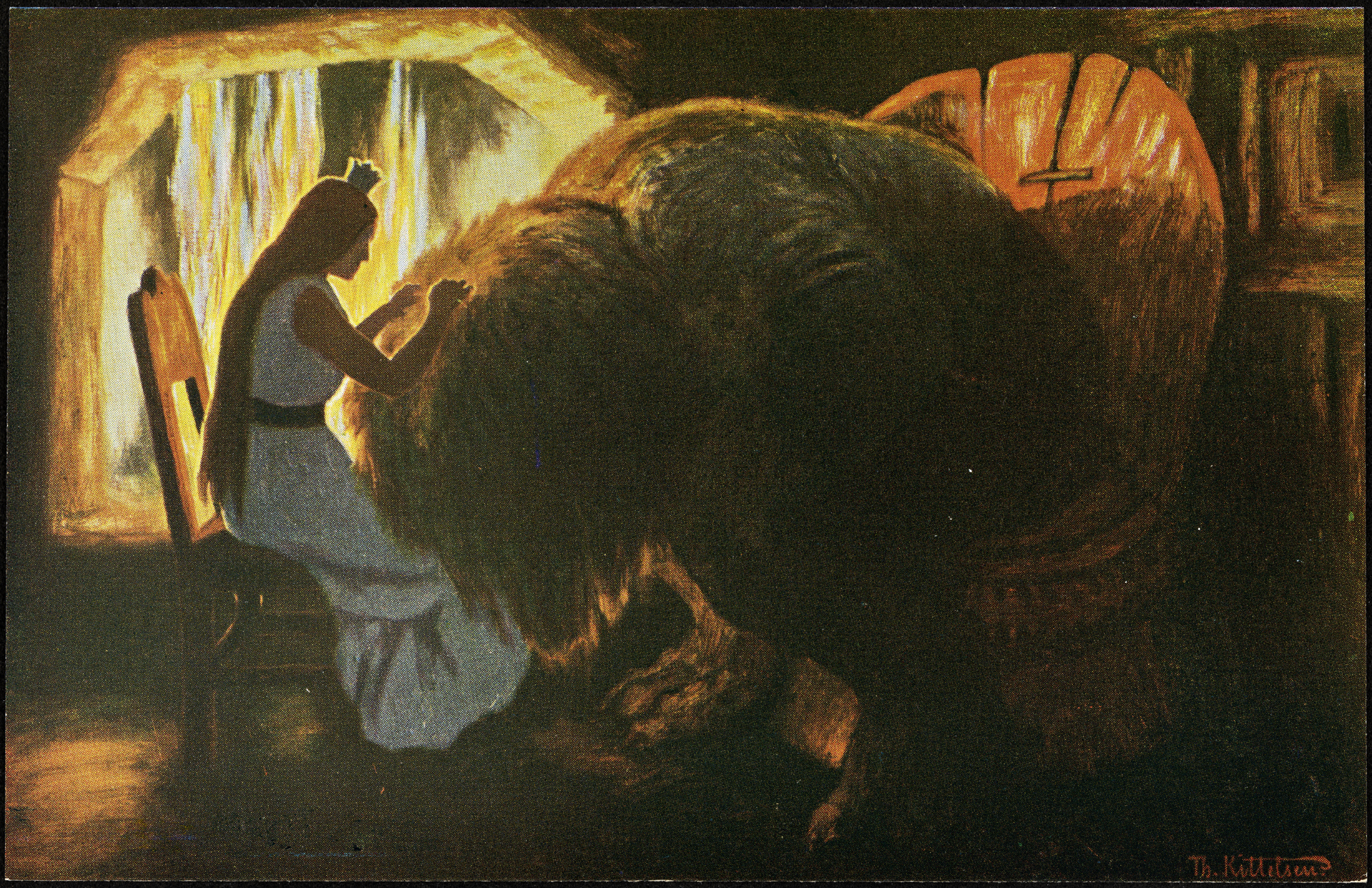
《那裡坐著公主和巨人》

## 註腳
參考書籍頁數/資料
1. ↑  .   [2020-08-30]. （原始内容存档于2020-02-04）.
2. ↑  . snl.no.   [2020-08-30]. （原始内容存档于2016-10-22） （挪威语）.
3. ↑  . forlagetpropell.com.   [2020-08-30]. （原始内容存档于2020-07-31） （挪威语）.
4. ↑  .   [2020-08-28] （英语）.
5. ↑  .   [2020-08-28]. （原始内容存档于2020-08-07）.
6. ↑  .   [2020-08-30]. （原始内容存档于2020-07-13） （英语）.
7. ↑  . 國立藝術、建築和設計博物館.   [2020-09-01]. （原始内容存档于2021-02-06） （英语）.
8. ↑  Theodor Kittelsen:  Drawings and Watercolours. (Leif Østby. Dreyer, 1975)
9. ↑  Rølvaag 1933，第135頁.
10. ↑  .   [2020-08-30]. （原始内容存档于2020-07-13）.

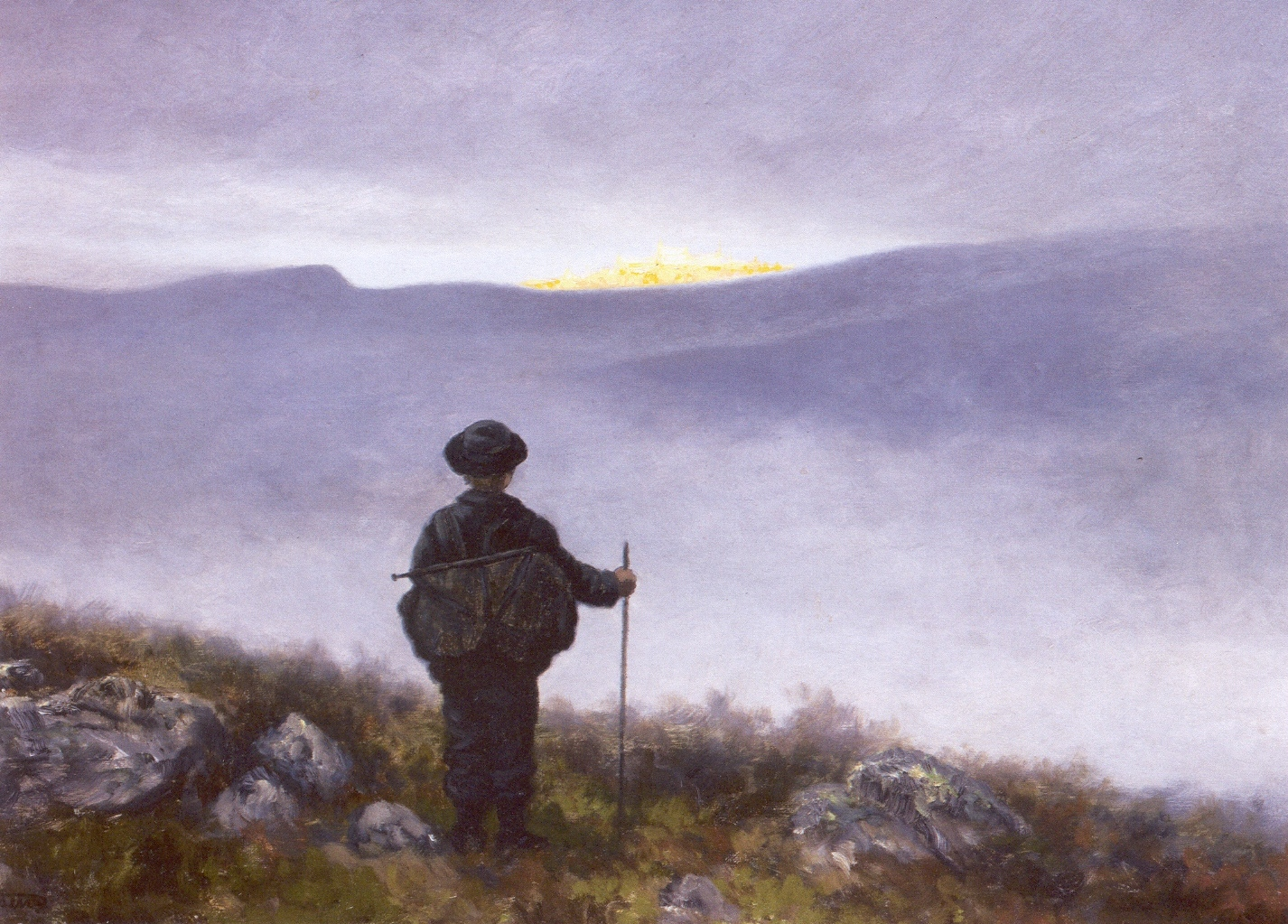
《遙遠的索里亞·莫里亞城堡像金一樣閃閃發光》（Far, far away Soria Moria Palace shimmered like Gold），由蒂奧多·吉特爾森於1900年創作

11. ↑  Soria Moria Hotel & Conferenscenter 的存檔，存档日期2010-10-09.
12. ↑  . medium.com.   [2020-08-30]. （原始内容存档于2020-11-09） （英语）.
13. ↑  Amon Hen, Issues 43-65, The Tolkien Society, 1980, p.29.
14. ↑  .   [2020-08-30]. （原始内容存档于2010-02-15）.
15. ↑  The Letters of JRR Tolkien, ed. Humphrey Carpenter (1981), No. 297

參考書籍
- Ole Edvart Rølvaag, The Boat of Longing:  Minnesota Historical Society Press (US, 1933, 1985 Reprint; ISBN 978-0873511841)

## 額外連結
- "Soria Moria Castle", Lang, Andrew. The Red Fairy Book London: Longmans 1890 副本
- Transcript "Soria Moria Castle" Asbjørnsen, Peter Christen and Moe, Jorgen. East o' the Sun and West o' the Moon. George Webbe Dasent, translator. Popular Tales from the Norse. Edinburgh: David Douglass, 1888 （页面存档备份，存于）